# Супрунович, Борис Павлович
Борис Павлович Супрунович (1933—2015) — советский и российский учёный, кандидат географических наук, профессор.

## Биография
Родился 17 июня 1933 года в городе Полоцке Витебской области Белорусской ССР.
Учился в Московском государственном педагогическом институте им. Ленина (МГПИ, ныне Московский педагогический государственный университет: окончил географический факультет и аспирантуру по экономической географии.
С 1962 года работал в Московском финансовом институте (МФИ, ныне Финансовый университет при Правительстве РФ) ассистентом, преподавателем, доцентом и профессором сначала на кафедре экономической географии, а с 1992 года — на кафедре «Международные валютно-кредитные отношения» (МВКО, ныне кафедра «Мировой экономики и международного бизнеса»).
18 лет проработал в должности декана финансово-экономического факультета. Все эти годы совмещал административную работу в должности декана с научной и педагогической деятельностью: подготовил ряд учебных пособий по экономической географии и мировой экономике; руководил подготовкой аспирантов; являлся автором программ и учебно-методических материалов по ряду предметов, в том числе экономической географии, экономике природопользования, мировой экономике; являлся членом Ученого совета Финансовой академии, ученых советов по специальностям «Финансы и кредит» и «Мировая экономика», совета журнала «Вестник Финансовой академии».
Б.П. Супруновичем было подготовлено научных и учебных работ объемом более 100 п.л., среди которых учебники «Экономика предприятия» (2001), «Внешнеэкономическая деятельность» (2002, 2004), «Россия в современном мировом хозяйстве. Энциклопедия рыночного хозяйства» (2003), «Международные экономические отношения» (2015).
Был награжден орденом Дружбы, медалями и почетным знаком «Отличник высшей школы». Удостоен Благодарности Президента Российской Федерации.
Умер 17 декабря 2015 года в Москве.
5 апреля 2017 года в учебном корпусе Финансового университета на Малом Златоустинском переулке прошло торжественное открытие аудитории имени Бориса Павловича Супруновича. К открытию именной аудитории сотрудниками библиотечно-информационного комплекса Финансового университета была организована выставка научных и учебно-методических работ Бориса Павловича Супруновича.

### Семья
Жена — Ирина Михайловна, дочь Екатерина Борисовна — выпускница Московского финансового института, работает в банковской сфере.